# Mycoplasma salivarium
Mycoplasma salivarium is een soort van bacteriën in het genus Mycoplasma. Bij dit geslacht van bacteriën ontbreekt de celwand rond het celmembraan. Zonder celwand worden ze niet herkend door veel voorkomende antibiotica zoals penicilline of andere bèta-lactam-antibiotica die zich richten op celwandsynthese. Mycoplasma zijn de kleinste bacteriële cellen die tot nu toe zijn ontdekt, ze kunnen overleven zonder zuurstof en zijn meestal ongeveer 0,1 μm in doorsnee. Mycoplasma salivarium wordt aangetroffen in de mond van 97% van de gezonde bevolking en wordt in het algemeen beschouwd als een commensaal organisme, onderdeel van de normale mondflora.
Mycoplasma salivarium is ook in verband gebracht met oog- en ooraandoeningen, orale infectie, septische artritis en parodontitis. Deze soort is geïsoleerd uit gewrichtsvloeistof van patiënten met chronische artritis en van primaten. Het is geïsoleerd uit een biliaire stent. Het werd ook teruggevonden in de pleuraholte van een gehospitaliseerde man die niet reageerde op de normale behandeling van conventionele antibiotica. En het is gekweekt uit hersenabcessen. Het is onlangs ook geïdentificeerd als een veelvoorkomende bevinding bij patiënten met door beademing verkregen pneumonie, een ernstige infectie die kan optreden bij patiënten op de intensivecareafdeling, en het kan een rol spelen bij het afzwakken van de immuunrespons op andere pathogenen waardoor opportunistische infectie kan ontstaan.
Het type stam is ATCC 23064 = IFO (nu NBRC) 14478 = NCTC 10113.